# Ethan Cepuran
Ethan Cepuran (ur. 13 maja 2000 w Glen Ellyn) – amerykański łyżwiarz szybki, brązowy medalista olimpijski, mistrz świata i wicemistrz świata juniorów.

## Wyniki

### Igrzyska olimpijskie
| Rok  | Gospodarz | 5000 m | bieg drużynowy |
| ---- | --------- | ------ | -------------- |
| 2022 | Pekin     | 17     | [ a ]          |

### Mistrzostwa świata na dystansach
| Rok  | Gospodarz      | 1500 m | 5000 m | bieg drużynowy |
| ---- | -------------- | ------ | ------ | -------------- |
| 2020 | Salt Lake City | —      | —      | 5              |
| 2021 | Heerenveen     | 22     | 15     | —              |

### Mistrzostwa świata w wieloboju
| Rok  | Gospodarz | wielobój |
| ---- | --------- | -------- |
| 2019 | Calgary   | 24       |
| 2022 | Hamar     | 8        |

### Medalemistrzostw świata juniorów
| Rok  | Gospodarz      | bieg masowy |
| ---- | -------------- | ----------- |
| 2018 | Salt Lake City | srebro      |